# Konrad Zanger
Konrad Zanger (* 11. November 1936 in Lüben) ist ein ehemaliger deutscher Tennisspieler.

## Karriere
Zanger gehörte neben Horst Stahlberg, Werner Rautenberg und Peter Fährmann zu den besten Tennisspielern der DDR in den 1950er und 1960er Jahren.
Einen seiner größten Erfolge feierte Zanger im Jahr 1958 bei seinem zweiten Titelgewinn der DDR-Jugendmeisterschaften mit einem Sieg über Horst Stahlberg. Mit ihm zusammen gewann er sieben DDR-Meistertitel im Doppel.
Bei ihrem ersten Auftritt in Kairo 1958 brachte das Duo Zanger/Stahlberg ihre Gegner Garrido/Mackay (Kuba-USA) beim 6:4; 6:8; 3:6 an den Rand einer Niederlage, bei der sie drei Matchbälle vergaben. Damit belegten sie einen achtbaren dritten Platz. Spätestens jedoch durch den Bau der Berliner Mauer und der Konzentration der finanziellen Mittel auf die olympischen Sportarten war klar, dass die DDR-Tennisspieler international keine Rolle spielen würden.

### Postaktivenzeit
Nach seiner aktiven Zeit fungierte Zanger als Oberschiedsrichter auf einigen Turnieren und wurde in den Trainerrat des DDR-Tennisverbandes DTV berufen. Nach der Wende war er auch als Stuhlschiedsrichter beim Grand-Prix-Turnier von Leipzig tätig. Heute engagiert er sich immer noch in Dresden für den Tennisnachwuchs. Seinen sportlichen Ehrgeiz hat er aber aufgrund einer Hüftverletzung auf das Schachbrett verlegt.